# Alhama de Granada
Alhama de Granada est une commune de la communauté autonome d'Andalousie, dans la province de Grenade, en Espagne.

## Histoire
Alhama eut une grande importance au bas Moyen Âge, lorsque la ville fut une place forte du royaume nasride de Grenade. Sa prise par les chrétiens le 28 février 1482, en représailles à la prise de Zahara de la Sierra et contée dans la célèbre romance de "La pérdida de Alhama", marqua le début de la guerre de Grenade, dernier acte de la Reconquista. Alhama eut a connaître plusieurs tentatives de reconquête maures sans succès.
Le séisme du 25 décembre 1884 détruisit une bonne partie de la ville.

## Administration
| Période                                  | Période | Identité | Étiquette | Qualité |
| ---------------------------------------- | ------- | -------- | --------- | ------- |
| N/A                                      | N/A     | N/A      | N/A       | Maire   |
| Les données manquantes sont à compléter. |         |          |           |         |

## Personnalités célèbres
- Eleno de Céspedes (1545-?), Espagnol métis est né esclave à Alhama, avant d'être affranchi ; s'il était une femme travestie, il a été la première chirurgienne en Espagne, et peut-être en Europe[2].